# 뉴질랜드의 빙하

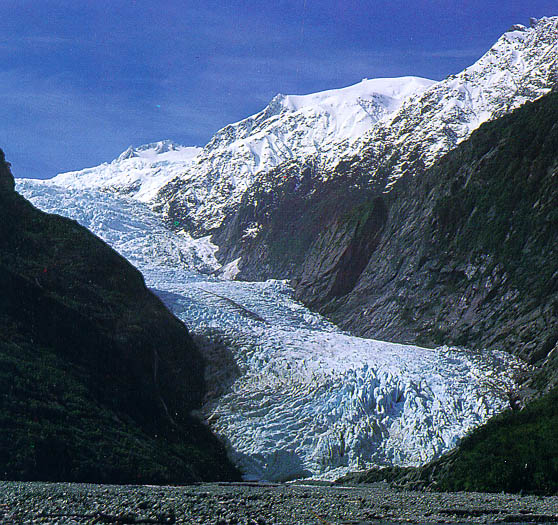
프란츠 요제프 빙하

뉴질랜드의 빙하(Glaciers of New Zealand)는 대부분 뉴질랜드 남섬의 서던알프스의 매인 디바이드에 위치하고 있다.
1980년대 이루어진 남섬의 빙하 조사에서 적어도 1헥타아르 이상이 되는 빙하는 약 3,155개로 나타났다. 이 빙하의 약 1/6이 10 헥타아르 이상이며, 이것들은 다음과 같은 것들이 있다. (1헥타아르는 3,025평, 10km2다.)

## 목록
- 폭스 빙하 (Fox Glacier)
- 프란츠 조셉 빙하 (Franz Josef Glacier)
- 후커 빙하 (Hooker Glacier)
- 뮐러 빙하 (Mueller Glacier)
- 머치슨 빙하 (Murchison Glacier)
- 타스만 빙하 (Tasman Glacier)
- 볼타 빙하 (Volta Glacier)

## 갤러리

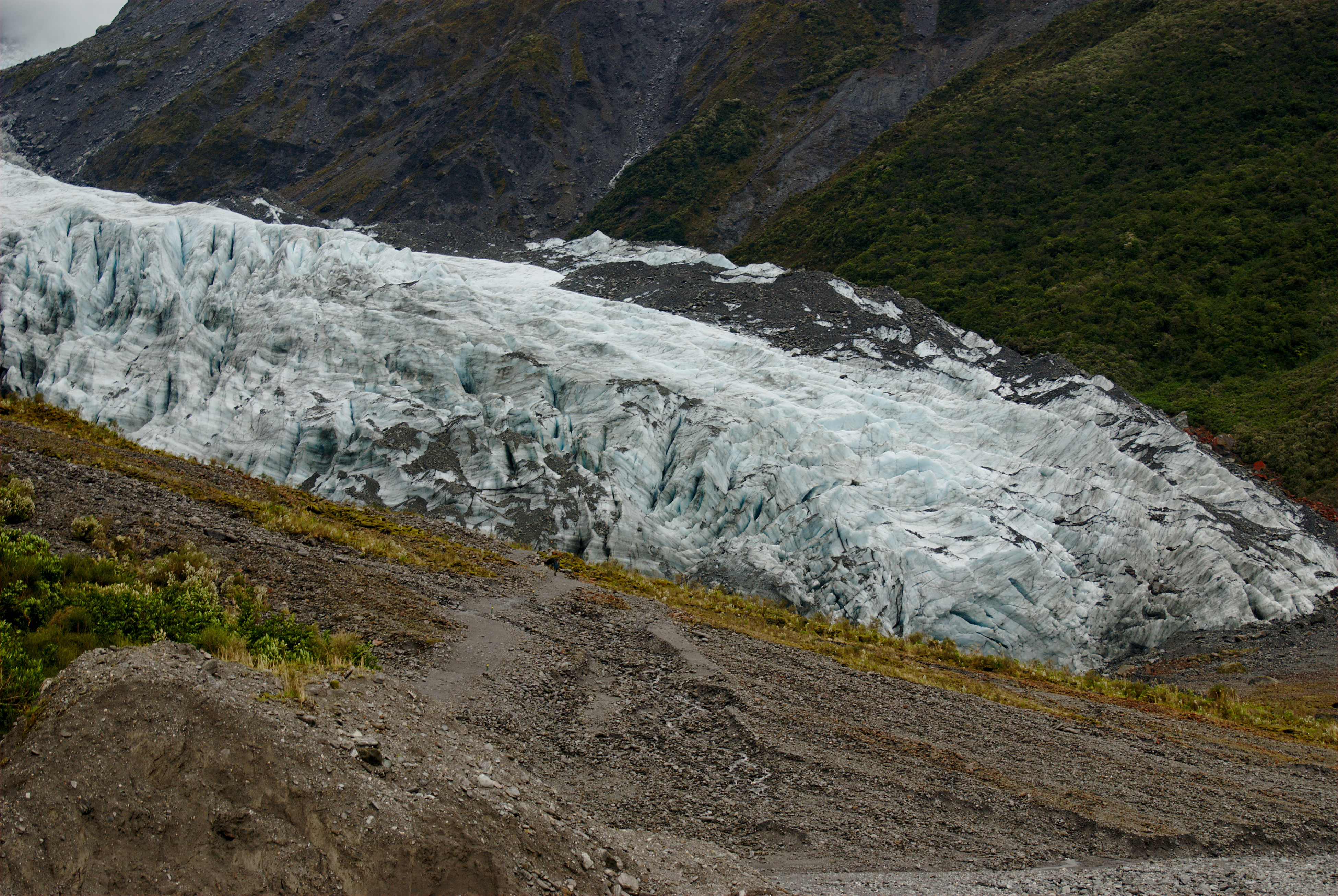
폭스 빙하와 우림
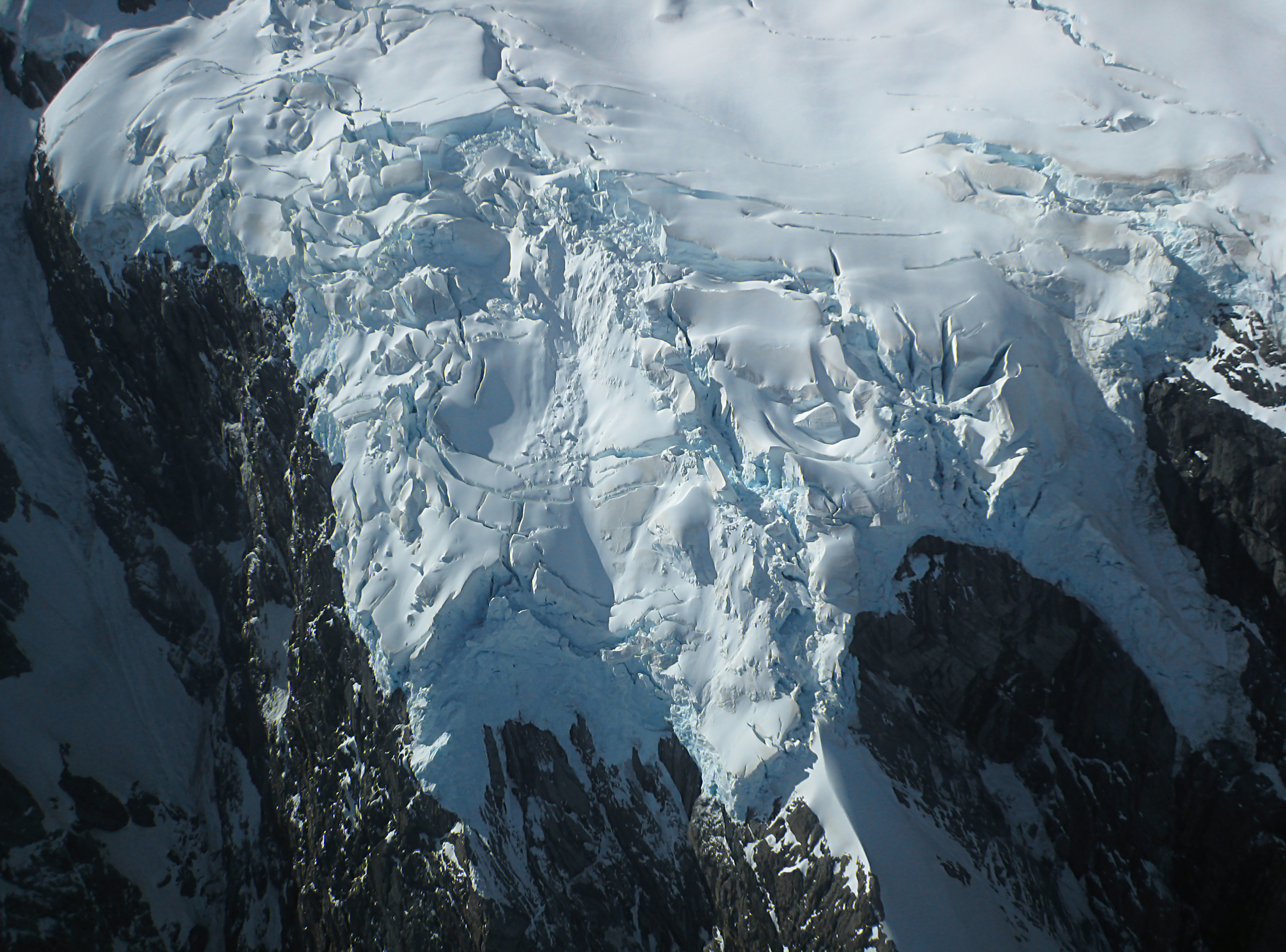
남알프스의 빙하
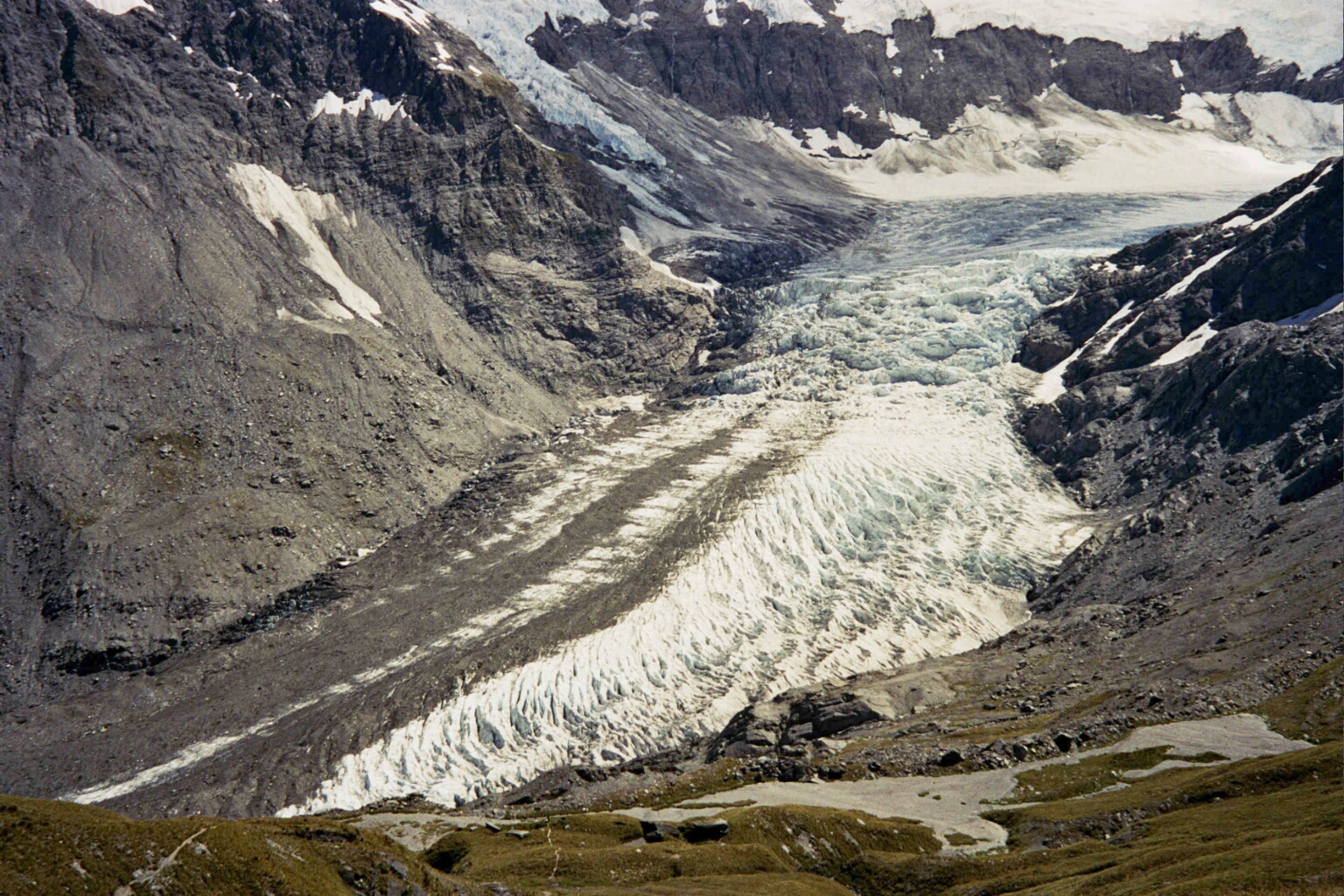
다트 빙하
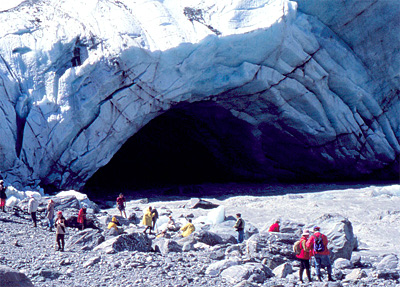
남섬의 빙하
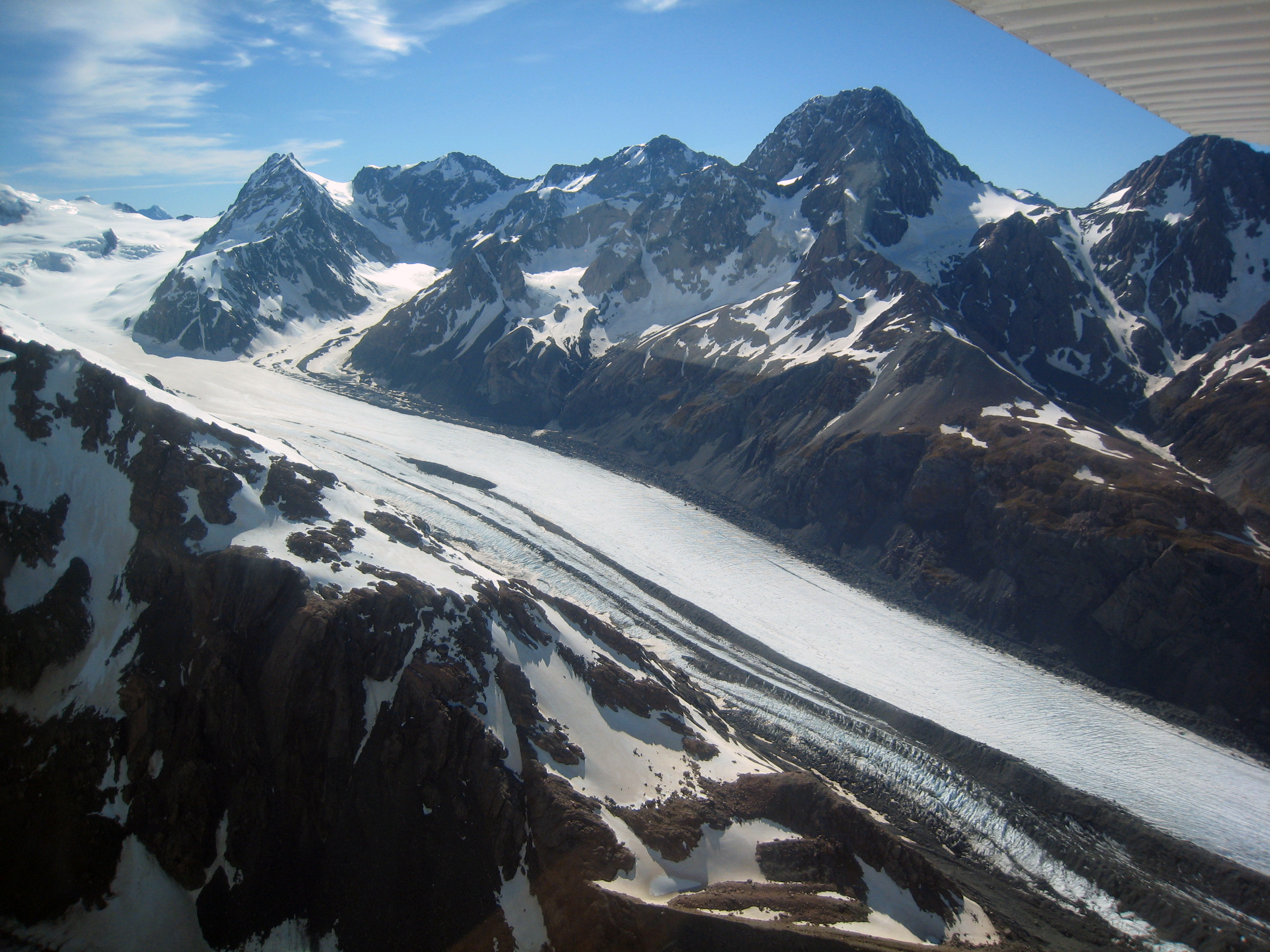
타스만 빙하의 상부